# Южные осетины
Южные осетины — условное обозначение осетин (кударцы, ксанцы и урстуальцы), проживающих в южной части Осетии (Южной Осетии).
Вплоть до смерти Сталина в паспортах и других документах осетин в графу «национальность» запись: «южный осетин», «северный осетин». 
До недавнего времени всех южных осетин называли туальцами. Этническое название tual местное, встречается лишь на территории Кавказа. Следовательно, есть основания видеть в туальцах изначально местный кавказский этнос. Самоназвание южных осетин туалаг и обозначение средневековой этнической группы Южного Кавказа «двалы» между собой генетически связаны, то есть это варианты одного этнонима. Следовательно, происхождение южных осетин следует соотносить не с миграцией на Южный Кавказ, а с местными кавказскими двалами.
Этногенез южных осетин некоторые исследователи[кто?] представляют как результат взаимодействия двалов и ираноязычных аланов-овсов.